# Carl Olof Ferdinand Törnsten
Carl Olof Ferdinand Törnsten, född 1 juli 1816 i Sundsvall, död 21 januari 1886, var en svensk apotekare. 

## Biografi
Törnsten undervisades 1825–1827 i Härnösand och 1828–1830 i Kalmar. Han blev praktikant på apoteket i Mariestad 1830. Från 1835 till 1836 arbetade han på apoteket i Vadstena och därefter på apoteket i Ronneby. Törnsten tog apotekarexamen 1839. Han tjänstgjorde på apoteket i Vadstena ännu en gång 1840-1841 och anställdes även på ett apotek i Medevi. Sommaren 1842 arbetade han på apoteket i Hudiksvall innan han 1843 tog över apoteket i Sundsvall som han genom arv blivit ägare till.
Törnsten sålde apoteket i Sundsvall 1866 och flyttade då till Stockholm. Under sin tid i Sundsvall var han ordförande i styrelsen för Sundsvalls Sparbank och ordförande i drätselkammaren. Han satt dessutom i Sundsvalls stads stadsfullmäktige från 1863 till 1866.

## Familj
Törnsten gifte sig den 21 mars 1847 med Sofia Charlotta Meijer och tillsammans fick de fem barn.